# Kim Koo
Kim Koo (en hangul, 김구; romanización revisada, Gim Gu; McCune-Reischauer, Kim Ku)(29 de agosto de 1876 – 26 de junio de 1949) fue el sexto y último presidente del Gobierno Provisional de la República de Corea. Luchó contra la ocupación japonesa de Corea que duró de 1910 a 1945. Conocido también por su seudónimo Paikbum (백범), ha sido constantemente considerado como una de las mayores figuras en la historia de Corea.

## Biografía

### Inicios
Nació en Haeju como el hijo único del granjero Kim Soonyoung y su esposa Kwak Nackwon, con el nombre Kim Chang-am (김창암). Estudió literatura china en una escuela local y se unió al movimiento religioso Donghak (동학) en 1893, cambiando su nombre a Kim Chang-su (김창수). Durante la revolución campesina Donghak de 1894 comandó un regimiento rebelde, pero fue vencido y a la larga tuvo que ocultarse.

### El asesinato de Josuke Tsuchida
El 8 de octubre de 1895, la emperatriz Myeonseong de Joseon fue asesinada por un grupo de japoneses. En febrero de 1896, Kim asesinó a Josuke Tsuchida (土田譲亮) por haber estado involucrado en el asesinato. Como consecuencia, un miembro del consulado japonés, Hagihara Moriichi, redactó un informe el 24 de abril de 1896, en el cual se describía a Tsuchida como un "campesino de la Prefectura de Nagasaki" (p. 6, "長崎縣平民土田譲亮") y un "empleado de un comerciante de Nagasaki en un viaje de negocios" (p. 7, "貿易商大久保機一の雇人").
Sin embargo, el informe no prueba que Tsuchida no estuvo involucrado en el asesinato de la Reina, pues el asesinato fue efectuado no solo por soldados japoneses sino también por algunos rōnin, como es descrito en el reporte realizado por Ezo Ishizuka (石塚英藏), el consultor japonés del Imperio Coreano en ese entonces. Adicionalmente, Kim declaró en su biografía Baekbeom Ilji (白凡逸志) que Tsuchida portaba una espada y papeles de identificación que revelaban que él era un teniente del ejército japonés. Por último, los archivos de interrogación de la policía japonesa también verifican el hecho de que Tsuchida portaba una espada.
Luego de matar a Tsuchida, según su biografía, Kim dejó un documento manuscrito que decía "Kim Chang-su de Haeju, Provincia de Hwanghae, mató a este japonés para vengar el asesinato de la Reina Coreana". Fue inmediatamente arrestado y sentenciado a muerte, pero su ejecución fue suspendida por orden del emperador coreano, Gojong. En 1898 se evadió de prisión y escapó a Magoksa, un templo budista en Gongju, Provincia de Chungcheong.

### Incorporación al movimiento de independencia coreano
Tras regresar a Hwanghae, Kim fundó varias escuelas en el área entre 1903 y 1908 y se dedicó a la educación de los coreanos. En 1904, se casó con Choi Junrye, oriunda de la ciudad de Sincheon. Al año siguiente se firmó Tratado de Eulsa, mediante el cual Corea se convirtió en protectorado de Japón. Kim participó en una protesta masiva contra el tratado en Seúl y presentó una comunicación informal al Emperador urgiéndole a retirarse del tratado. En 1908 Kim se unió a la Shinminhoi (신민회), una organización clandestina nacional establecida por Ahn Chang-ho para impulsar la independencia pacífica de Corea.
En 1910, el gobierno colonial japonés arrestó a An Myung-geun, primo de An Jung-geun, bajo el cargo de planear el asesinato del gobernador general Terauchi Masatake. Kim, quien era un amigo cercano de An, fue considerado sospechoso de ser cómplice y también fue arrestado. Fue encarcelado y torturado, pero no se encontró evidencia que lo vinculara con el intento de asesinato, y fue liberado luego de tres años. 
En prisión cambió su nombre de Kim Chang-su (김창수) a Kim Koo (김구) y adoptó el alias Paikbum (백범). Según su autobiografía, el cambio de nombre representó el liberarse de los registros de nacionalidad japoneses, y eligió el alias Baekbeom, que significa "persona ordinaria", con la esperanza que cada persona ordinaria de Corea luchara por su independencia.

### Participación en el Gobierno provisional
Kin se desterró a Shanghái en 1919 cuando un movimiento nacional pacífico de resistencia (Samiljeol) fue violentamente reprimido por el gobierno japonés. En Shanghái, Kim se unió al Gobierno Provisional de la República de Corea, dedicado a liberar a Corea de la ocupación japonesa. Tras ocupar un cargo en el Gobierno Provisional, se convirtió en su Presidente en 1927, y fue reelecto en varias ocasiones por la Asamblea Provisional.
En 1931 organizó un grupo nacionalista, la Legión Patriótica de Corea. Uno de sus miembros, Yoon Bong-Gil, perpetró un atentado contra los líderes japoneses en Shanghái el 29 de abril de 1932. El comandante del ejército y la marina de Japón murió en el instante, en lo que se convirtió en una gran victoria para la causa coreana. Otro miembro, Lee Bong-chang, intentó asesinar al emperador Hirohito en Tokio el 8 de enero del mismo año. Luego de escapar a Chongqing donde el Gobierno Nacionalista de Chiang Kai-shek estaba establecido, Kim formó el Ejército de Liberación de Corea, liderado por el general Ji Cheong-cheon. Cuando se desencadenó la Guerra del Pacífico, el 8 de diciembre de 1941, Kim Koo le declaró la guerra a Japón y a Alemania, y comprometió al Ejército de Liberación de Corea del lado de los Aliados, entrando en acción en China y el Sureste Asiático. También planeó el avance del Ejército de Liberación hacia Corea en 1945, pero días antes del inicio de operaciones, la guerra terminó.
Cuando Japón se rindió ante los Aliados en 1945 Kim regresó a Seúl. A medida que la división de Corea se hacía evidente, se fue acompañado por Kim Kyu-Sik, llevó consigo a Pionyang a un grupo de antiguos activistas independentistas para iniciar conversaciones sobre la unificación de la península coreana con Kim Il-sung (futuro presidente de Corea del Norte), pero fracasó.
En 1948, la Asamblea Nacional de Corea del Sur nominó a Kim como candidato a primer presidente de la República por el Partido de la Independencia de Corea. Sin embargo, en las elecciones presidenciales indirectas fue derrotado por Syngman Rhee, el primer presidente del Gobierno Provisional en ser encausado en 1925, por un margen de votos de 180 a 16. También perdió las elecciones a la vicepresidencia ante Lee Si-young (33-59). Kim ignoraba que había sido nominado hasta después de las elecciones, y no aprobó sus nominaciones, pues las consideraba una maniobra política para desacreditarlo.

## Muerte y legado
En 1949 fue asesinado en su oficina por Ahn Doo-hee. Se desconocen los motivos del asesinato, sobre todo porque en 1996 Ahn Doo-hee fue a su vez asesinado por un seguidor de Kim luego que supuestamente confesara que Kim Chang-Ryong fue el autor intelectual del crimen.
De manera póstuma se le otorgó la más prestigiosa condecoración civil de Corea del Sur. Su autobiografía, Baekbeomilji (Diario de Baekbeom, 백범일지), publicada por primera vez en 1947 y reimpresa en más de 10 versiones en Corea y el extranjero, es una importante fuente para el estudio de la historia del movimiento de independencia coreano, y fue designada tesoro cultural n.º 1245 por el gobierno coreano.
Constantemente se lo ha considerado como una de las más importantes figuras en la historia de Corea. Por ejemplo, en el año 2004, en una encuesta en línea se lo votó como el líder más grande del país tras la restauración de la independencia coreana y en el 2005 como la figura más reverenciada por los miembros de la Asamblea Nacional de Corea.